# China Championship
China Championship — профессиональный рейтинговый снукерный турнир, проводящийся с 2016 года в Китае (Гуанчжоу).

## Победители
| Год  | Победитель    | Финалист     | Счёт | Сезон   |
| ---- | ------------- | ------------ | ---- | ------- |
| 2016 | Джон Хиггинс  | Стюарт Бинэм | 10:7 | 2016/17 |
| 2017 | Люка Брессель | Шон Мёрфи    | 10:5 | 2017/18 |
| 2018 | Марк Селби    | Джон Хиггинс | 10:9 | 2018/19 |